# Gottfried Veit

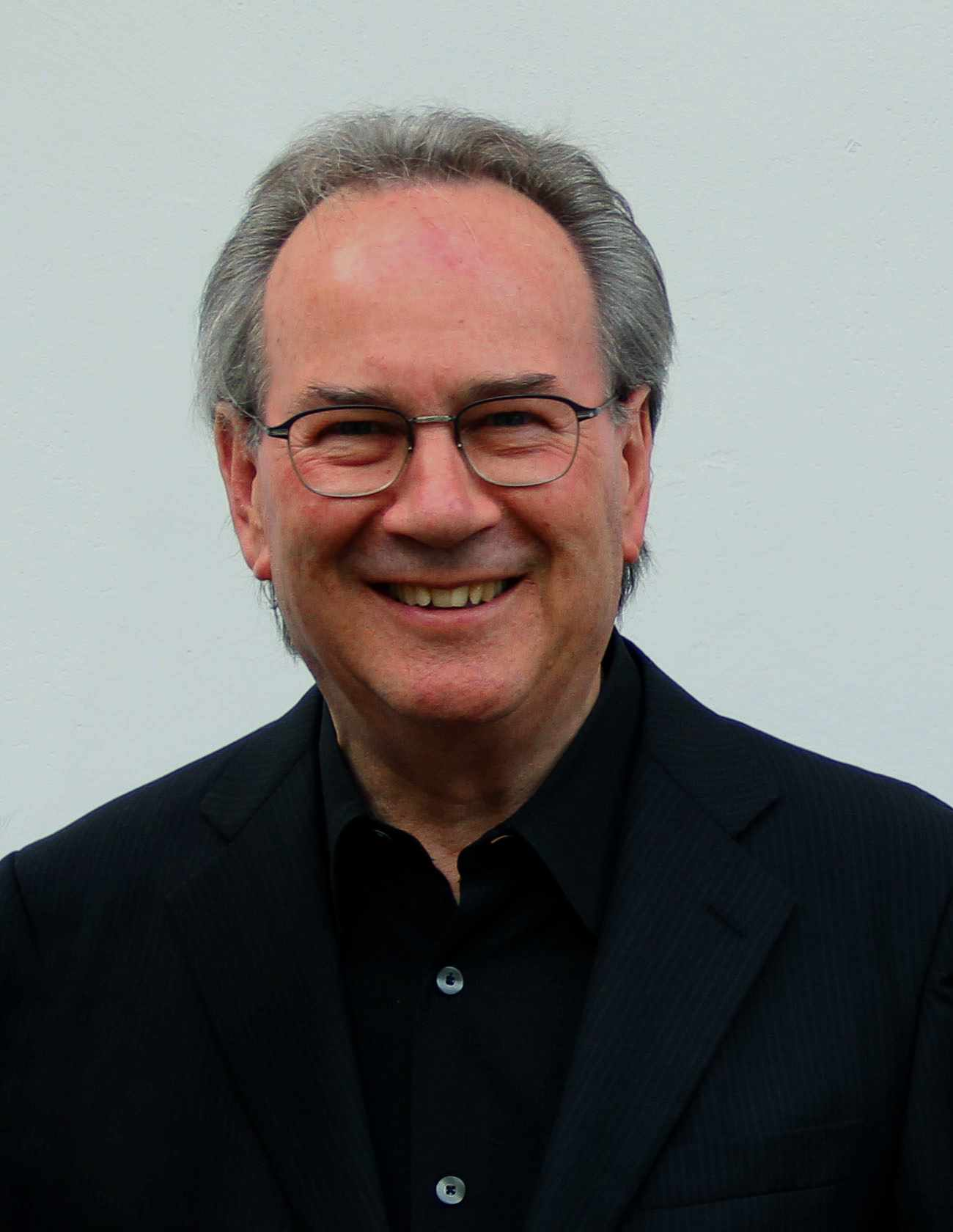
Gottfried Veit (2014)

Gottfried Veit (* 13. August 1943 in Bozen, Südtirol) ist ein Südtiroler Komponist, Klarinettist, Kapellmeister, Chorleiter und Ehren-Landeskapellmeister des Verbandes Südtiroler Musikkapellen.

## Leben
Gottfried Veit wuchs in Bozen auf, wo er noch heute lebt. In jungen Jahren lernte er das Klarinettenspiel und versuchte sich autodidaktisch als Komponist. Er ging ans Salzburger Mozarteum, um dort Musikerziehung zu studieren. Am Konservatorium „Claudio Monteverdi“ Bozen erwarb er das Diplom im Fach Klarinette. Er legte in Salzburg zudem die Kapellmeisterprüfung ab.
Veit komponierte über 300 Werke aus den Bereichen Blasmusik, Kammermusik, Lieder und Chorsätze, sowie die Bühnenmusik zu Gerhart Hauptmanns Komödie Schluck und Jau. In vielen seiner Kompositionen kommt seine Verbundenheit zur Heimat zum Ausdruck, darunter Tiroler Heldengedenken, die Konzertouvertüre Etschland, die romantischen Tongemälde Meran, Schloss Tirol, Der Schlern und Reich der Dolomiten oder Andreas Hofer-Fanfare. Weitere Werke aus seiner Feder sind Das Weltgericht, Die Posaunen von Jericho, Die vier Temperamente,  Passionsmusik, Das Orakel. Veit schrieb auch Chormusik wie beispielsweise die Franziskus-Messe, die Markus-Messe, die St. Josefs-Messe, die Cäcilien-Messe oder die Ancilla Domini-Messe.
Veit dirigierte unter anderem das Südtiroler Landesblasorchester, das Jugendblasorchester des Verbandes Südtiroler Musikkapellen, das Bozner Blasorchester, die Musikkapelle Zwölfmalgreien/Bozen, die Bürgerkapelle St. Michael/Eppan, die Jugendkapelle Bozen, den Gelf-Chor, den Kinderchor der Kantorei Leonhard Lechner, den Lehrerchor der GOB-Bozen, den Kirchenchor St. Cäcilia, Vilpian sowie das Große Bozner Blechbläserensemble.
Seit dem Jahre 1981 ist Gottfried Veit Mitglied der Internationalen Gesellschaft zur Erforschung und Förderung der Blasmusik (IGEB). Seit 1995 ist er auch Mitglied des Fachausschusses Blasmusik im Internationalen Musikbund CISM. Er wirkt zudem vielfach als Juror bei nationalen- und internationalen Musikwettbewerben. Gottfried Veit gehört seit 1995 dem Südtiroler Künstlerbund (SKB) an.
Gottfried Veit schrieb auch verschiedene Bücher und eine große Zahl an Fachartikeln. 

## Buchveröffentlichungen (Auswahl)
- Die Blasmusik – Studie über die geschichtliche Entwicklung der geblasenen Musik. Helbling Verlagsgesellschaft m.b.H., 1984, ISBN 3-850610-33-0.
- Das Blasorchester heute – Wer spielt was? Tipps und Tricks zur zeitgemäßen Instrumentation für Blasorchester. Verlag Tatzer (MVT 0064), 1999.
- Was man als Klarinettist wissen sollte. Obermayer, 2005, ISBN 3-927781-32-0.
- Was man als Flötist wissen sollte. Obermayer, 2007, ISBN 978-3-927781-34-4.
- Was man als Posaunist wissen sollte. Obermayer 2007, ISBN 978-3-927781-36-8.
- Was man als Hornist wissen sollte. Obermayer, 2008, ISBN 978-3-927781-46-7.
- Was man als Paukist wissen sollte. Obermayer, 2010, ISBN 978-3-927781-55-9.
- Was man als Flügelhornist wissen sollte. Obermayer, 2011, ISBN 978-3-927781-56-6.
- Was man als Tenorhornist wissen sollte. Obermayer, 2011, ISBN 978-3-943037-02-9.
- Was man als Tubist wissen sollte. Obermayer, 2012, ISBN 978-3-943037-18-0.
- Die Blasmusik – Meilensteine in der geschichtlichen Entwicklung der Blas- und Bläsermusik. Obermayer, 2013, ISBN 978-3-943037-25-8.
- Was man als Oboist wissen sollte. Obermayer, 2014, ISBN 978-3-943037-27-2.
- Was man als Fagottist wissen sollte. Obermayer, 2015, ISBN 978-3-943037-37-1.
- Konzertführer. 100 Schlüsselwerke für Blasorchester und Bläserensembles. Obermayer, Buchloe 2016, ISBN 978-3-943037-42-5.
- Was man als Schlagzeuger wissen sollte. Tatzer 2018, MVT Bibliothek Serie Nr.: 0529